# Lê Hoài Trung
Lê Hoài Trung (sinh ngày 27 tháng 4 năm 1961) là một nhà ngoại giao, chính trị gia người Việt Nam. Ông hiện là Bí thư Trung ương Đảng Khóa XIII, Chánh Văn phòng Trung ương Đảng Cộng sản Việt Nam, nguyên Trưởng Ban Đối ngoại Trung ương.
Ông là Đảng viên Đảng Cộng sản Việt Nam, học vị Tiến sĩ Luật, Thạc sĩ Luật Quốc tế và Ngoại giao, Cử nhân Quan hệ quốc tế, Cao cấp Lý luận chính trị. Ông là nhà ngoại giao chuyên nghiệp, có nhiều kinh nghiệm trong các lĩnh vực khác nhau của công tác đối ngoại song phương và đa phương, đã dành xuyên suốt sự nghiệp của mình cho lĩnh vực và chính trường ngoại giao, đại diện cho Việt Nam trong quan hệ quốc tế với nước ngoài, các tổ chức thế giới.

## Xuất thân và giáo dục
Lê Hoài Trung sinh ngày 27 tháng 4 năm 1961 tại thủ đô Hà Nội, Việt Nam Dân chủ Công hòa, nguyên quán tại thị xã Hương Thủy, thành phố Huế. Ông lớn lên và theo học phổ thông ở thủ đô. Năm 1978, ông nhập học Đại học Ngoại giao Việt Nam, tốt nghiệp Cử nhân Quan hệ quốc tế vào năm 1982. Năm 1993, trong quá trình công tác quốc tế, ông theo học Trường Luật Quốc tế và Ngoại giao Fletcher, Đại học Tufts tại thành phố Medford và Somerville, tiểu bang thịnh vượng chung Massachusetts, Hoa Kỳ, nhận bằng Thạc sĩ Luật Quốc tế và Ngoại giao năm 1995.
Những năm 2010, ông là nghiên cứu sinh tại Học viện Khoa học Xã hội thuộc Viện Hàn lâm Khoa học xã hội Việt Nam. Đến cuối năm 2011, đầu 2012, ông bảo vệ thành công Luận án Pháp luật bảo đảm quyền con người trong lĩnh vực xã hội ở Việt Nam: những vấn đề lý luận và thực tiễn; trở thành Tiến sĩ Luật. Trong quá trình này, ông cũng theo học tại Học viện Chính trị Quốc gia Hồ Chí Minh, nhận bằng Cao cấp Lý luận chính trị. Lê Hoài Trung được kết nạp Đảng Cộng sản Việt Nam vào ngày 6 tháng 6 năm 1986, trở thành đảng viên chính thức vào ngày 6 tháng 6 năm 1987.

## Sự nghiệp

### Thời kỳ đầu

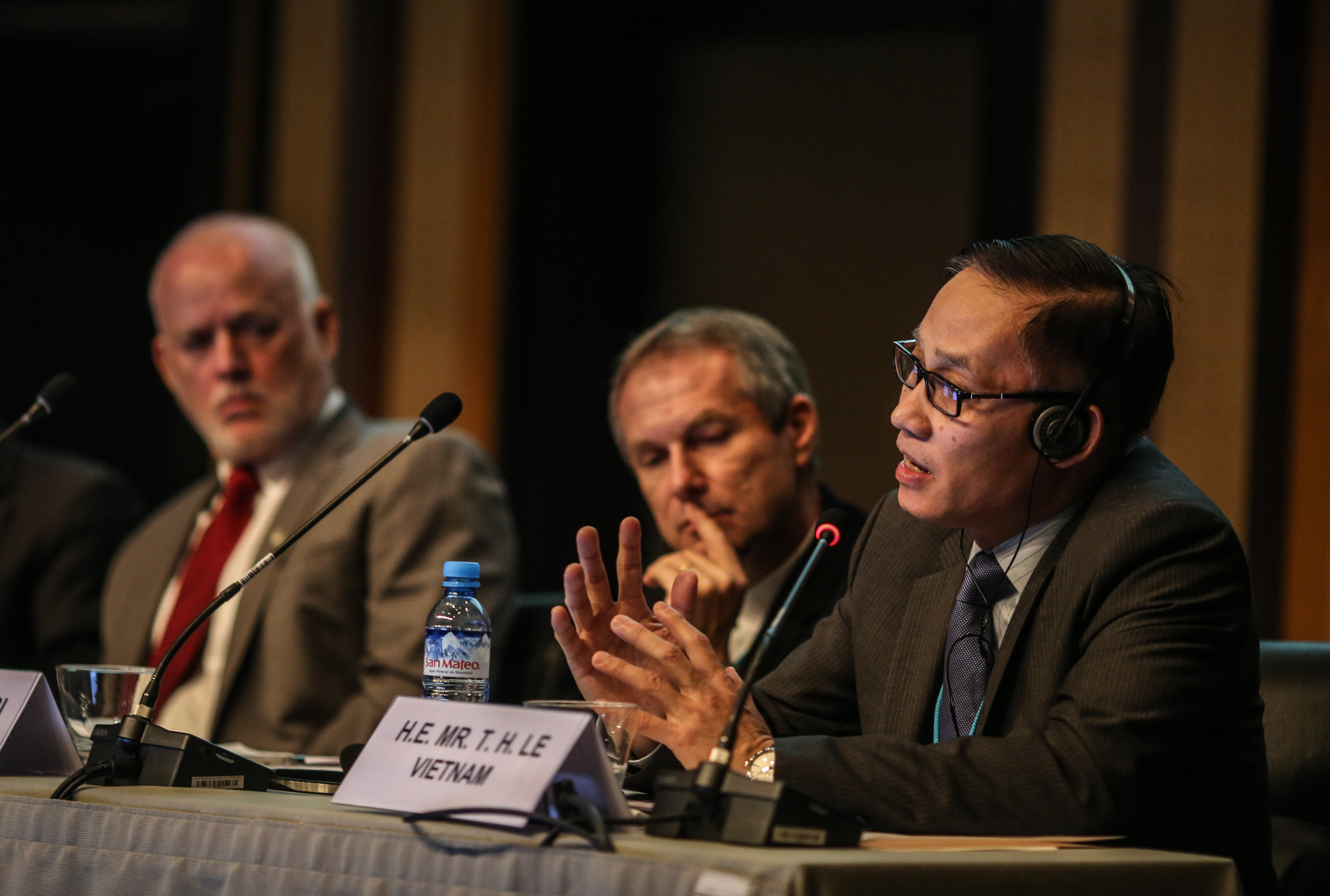
Lê Hoài Trung tại Lima năm 2013.

Năm 1982, sau khi tốt nghiệp đại học ở thủ đô Hà Nội, Lê Hoài Trung bắt đầu sự nghiệp ngoại giao của mình. Ông được tuyển dụng vào vị trí Chuyên viên Vụ Các vấn đề chính trị chung, Bộ Ngoại giao vào tháng 10. Sau đó, từ 1983 – 1986, ông được cử đi công tác nhiệm kỳ với chức danh Tùy viên tại Phái đoàn đại diện thường trực Việt Nam tại Liên Hợp Quốc ở thành phố New York, Hoa Kỳ. Sau khi kết thức nhiệm kỳ, ông trở lại công tác tại Vụ các Vấn đề chung, Bộ Ngoại Giao từ tháng 12 năm 1986. Đến tháng 12 năm 1990, ông tiếp tục được cử đi công tác tại Phái đoàn đại diện thường trực Việt Nam tại Liên hợp quốc, New York với chức vụ là Bí thư Thứ ba.
Từ tháng 12 năm 1995 đến tháng 4 năm 1999, Lê Hoài Trung là Chuyên viên cao cấp được cử làm Trợ lý Vụ trưởng rồi Phó Vụ trưởng Vụ các Tổ chức Quốc tế, Bộ Ngoại Giao vào năm 1998. Sau khi kết thúc nhiệm kỳ công tác tại Liên Hợp Quốc, New York những năm 1999 – 2002, với cương vị Tham tán Công sứ, Phó trưởng Phái đoàn đại diện thường trực Việt Nam, ông được tái bổ nhiệm làm Phó Vụ trưởng Vụ các Tổ chức Quốc tế, Bộ Ngoại Giao từ 2002 đến 2006. Giai đoạn từ 2006 – 2010, ông lần lượt đảm nhận cương vị Quyền Vụ trưởng, rồi Vụ trưởng Vụ các Tổ chức Quốc tế, Bộ Ngoại Giao.

### Thứ trưởng Bộ Ngoại giao

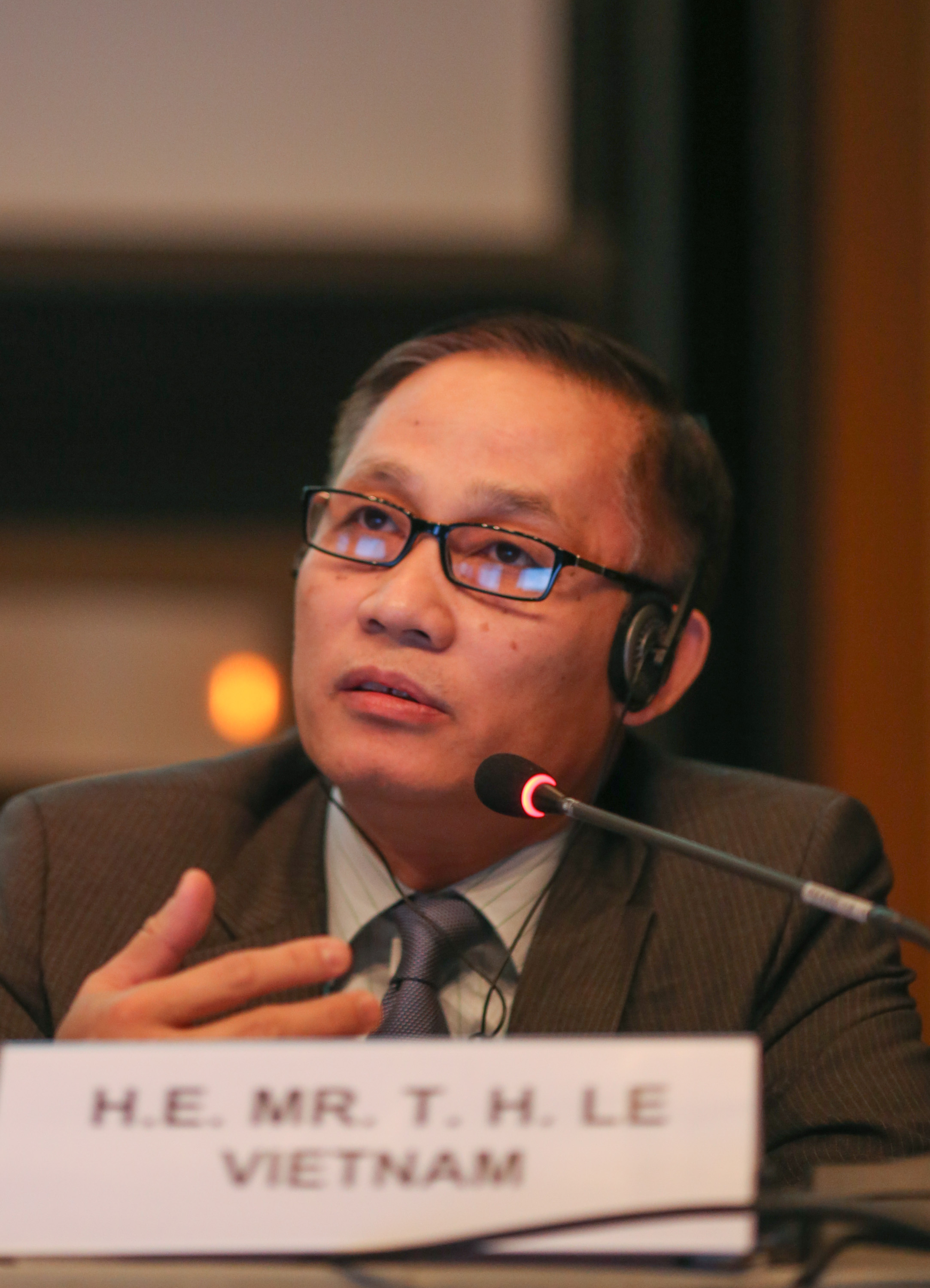
Lê Hoài Trung năm 2020.

Ngày 29 tháng 12 năm 2010, Thủ tướng Nguyễn Tấn Dũng bổ nhiệm ông làm Thứ trưởng Bộ Ngoại giao. Năm sau, ông được giao trọng trách là Đại sứ, Trưởng Phái đoàn đại diện thường trực Việt Nam tại Liên Hợp Quốc từ 2011 đến 2014. Năm 2014, ông trở về Việt Nam và được tái bổ nhiệm làm Thứ trưởng Bộ Ngoại giao vào tháng 10 sau khi kết thúc nhiệm kỳ làm Đại sứ Việt Nam tại Liên Hợp Quốc, New York. Ngày 26 tháng 1 năm 2016, tại Đại hội đại biểu toàn quốc lần thứ XII của Đảng, ông được bầu làm Ủy viên Ban Chấp hành Trung ương Đảng Cộng sản Việt Nam khóa XII.
Tháng 3 năm 2016, với cương vị Ủy viên Trung ương Đảng, ông được giao kiêm nhiệm chức vụ Chủ nhiệm Ủy ban Biên giới Quốc gia và Chủ tịch Ủy ban Quốc gia UNESCO. Từ tháng 5 năm 2016, ông được Thủ tướng Chính phủ Nguyễn Xuân Phúc bổ nhiệm làm Ủy viên thường trực Ban chỉ đạo Nhà nước về phân giới, cắm mốc biên giới trên đất liền;  Trưởng đoàn đại biểu của Chính phủ nước Cộng hòa xã hội chủ nghĩa Việt Nam trong Ủy ban Liên hợp về phân giới cắm mốc biên giới trên đất liền Việt Nam – Campuchia; Trưởng đoàn đại biểu của Chính phủ nước Cộng hòa xã hội chủ nghĩa Việt Nam trong Ủy ban liên hợp về phân giới cắm mốc trên đất liền Việt Nam – Lào; Trưởng đoàn đại biểu biên giới nước Cộng hòa xã hội chủ nghĩa Việt Nam; Trưởng đoàn đại biểu của Chính phủ nước Cộng hòa xã hội chủ nghĩa Việt Nam trong đàm phán cấp Chính phủ về biên giới lãnh thổ Việt Nam – Trung Quốc. Ông kiêm nhiệm nhiều chức vụ trong ngoại giao biên giới láng giếng trong những năm này. Bên cạnh đó, ông cũng được bổ nhiệm làm Bí thư Ban Cán sự Đảng Ngoài nước Đảng Cộng sản Việt Nam.

### Khóa XIII
Ngày 30 tháng 1 năm 2021, tại phiên bầu cử Trung ương, Lê Hoài Trung được bầu làm Ủy viên chính thức Ban Chấp hành Trung ương Đảng Cộng sản Việt Nam khoá XIII. Đến sáng ngày 19 tháng 3 năm 2021, tại Trụ sở Ban Đối ngoại Trung ương đã công bố quyết định của Bộ Chính trị điều động, bổ nhiệm ông giữ chức Trưởng ban Đối ngoại Trung ương Đảng Cộng sản Việt Nam. Tính đến thời điểm này, ông đã trải qua 40 năm chính trường ngoại giao, ở cương vị mới, ông phụ trách lãnh đạo tổ chức thực hiện quan hệ đối ngoại của Đảng; giúp Bộ Chính trị, Ban Bí thư chỉ đạo, hướng dẫn công tác đối ngoại nhân dân và quản lý thống nhất các hoạt động đối ngoại trong hệ thống đảng, đoàn thể, tổ chức nhân dân.
Ngày 6 tháng 10 năm 2023, Ban Chấp hành Trung ương Đảng khóa XIII đã bầu bổ sung ông Lê Hoài Trung - Ủy viên Trung ương Đảng, Trưởng Ban Đối ngoại Trung ương vào Ban Bí thư Trung ương Đảng khóa XIII.
Ngày 3 tháng 2 năm 2025, Lê Hoài Trung được bổ nhiệm làm Chánh văn phòng Trung ương Đảng.

## Khen thưởng
Trong thời gian hoạt động trong ngành Ngoại giao, Lê Hoài Trung đã nhận được nhiều phần thưởng cao quý, trong đó có:
- Huân chương Lao động hạng Nhì năm 2015 do đã có thành tích xuất sắc trong công tác từ năm 2011 – 2014, góp phần vào sự nghiệp xây dựng chủ nghĩa xã hội và bảo vệ Tổ quốc.[19]
- Huân chương Lao động hạng Ba năm 2010 do đã có thành tích xuất sắc trong công tác giai đoạn 2005 – 2009, góp phần vào sự nghiệp xây dựng chủ nghĩa xã hội và bảo vệ Tổ quốc.
- Huy chương vì sự nghiệp Ngoại giao Việt Nam (2003) và Huy chương vì sự nghiệp bảo vệ và chăm sóc trẻ em (2001).
- Bằng khen của Thủ tướng Chính phủ các năm 2006, 2007, 2009, 2010, 2011 và 2014.
- Bằng khen của Bộ trưởng Ngoại giao năm 2005 và 2009.
- Bằng khen của Bộ trưởng Bộ Công an (2009); Bằng khen của Ban chấp hành Tổng liên đoàn Lao động Việt Nam (2009); Bằng khen của Bộ trưởng Bộ Nông nghiệp và Phát triển Nông thôn (2005).